# Васа Крстић
Васа Крстић (Сремска Митровица, 20. фебруар 1849 — Београд, 1. април 1910) био је писац, хумориста, преводилац и сарадник многих листова који су излазили у деветнаестом и почетком двадесетог века.

## Биографија
Васа Крстић, популарно називан чика Васа,  рођен је у Сремској Митровици средином деветнаестог века. Отац Константин (мајстор-Која) је био сиромашни занатлија, а мајка се звала Јулијана.  Завршио је основну школу и први разред Реалке у Сремској Митровици 1862. године. Због недостатка новчаних средстава родитељи су прекинули његово школовање и он почиње да ради као трговац. Исте године започиње посао као лађарски радник у Дубравици код Брчког. Године 1871, 13. октобра почиње да ради код Дунавског паробродског друштва као агент. Године 1880. премештен је у Брчко у Босни, а од 1888. године постаје шеф паробродске станице у Брчком. Године 1892. постаје шеф и самостално води пословницу паробродске станице у Београду, а пред крај живота је унапређен у инспектора те исте пословнице. Чика Јова Змај је био први који је запазио таленат код самоуког чика Васе и подстицао га је на рад. Током дугог низа стваралачког рада испевао је преко 6.000 песама. Он заузима место скромног, а ипак заслужног радника, који је имао потребу да нешто напише. Његове песме и хумореске одишу здравим хумором. Знао је немачки, мађарски и енглески и преводе је публиковао у периодичним публикацијама.

### Породица
Године 1872. 13. маја се оженио Катарином, рођеном Јовичић коју су од милоште сви звали Нена. Има два сина Душка и Јована. Први је ожењен и има синчића и ћерку, у којима деда Васа ужива и пева им поучне песмице.

### Чланци и песме из часописа
- Српској везиљи, песма В.К. - Љубисав, Српска везиља, март 1903. година, страна 20
- Песма Благо оном, од Васе Крстића, Споменак, 1. март 1895. година, насловна страна броја 3
- Посестрими, од Васе Крстића, Посестрима, 15. мај 1890. година, насловна страна броја 4
- Васа Крстић Љубисав, Српска везиља, број 6, 1905. година

## Награде

### Ревносна служба
Одликован је за ревносну службу од српских владара са два ордена.
- Орден Таковског крста четвртог степена
- Орден Таковског крста трећег степена

### Књижевни рад
За своје књижевне радове одликован је са више ордена.
- Орден Светог Саве четвртог степена
- Орден Светог Саве трећег степена
- Орден књаза Данила I четвртог степена

| „ | Српска га је читалачка публика одликовала својом љубављу, а поштена јавност признањем, коме се ево и ми придружујемо са искреном жељом, да челична здравља и ведра духа дочека шездесетогодишњицу свога књижевног рада, у кругу своје срећне породице, која се њиме с правом дичи и поноси... И Споменак дичећи се својим сталним сарадником, поздравља му славље. Уредник. | ” |